# Roman (Eure)
Pour les articles homonymes, voir Roman.
Roman est une ancienne commune française située dans le département de l'Eure, en région Normandie intégrée depuis le 1er janvier 2019 au sein de Mesnils-sur-Iton. 

## Géographie

### Localisation
(source CCPD)
Roman se situe au sud-ouest de Damville. Le village est traversé par la RD 51 qui relie Damville à Verneuil, et au nord par la RD 60 qui relie Damville à Grandvilliers.
Nom des habitants : les Romanais.
Altitude : de 136 m à 171 m.
Superficie : 1 492 hectares.
Habitat dispersé, hameaux ou lieux-dits : 21.

## Toponymie
Attestée sous les formes Rooman en 1220, Roomen en 1252.

## Histoire
On retrouve le nom de Roman en 1170 lorsque Simon de Grandvilliers donna le patronage de Roman à l'abbaye de Lyre. Ingenulfe de Gouville, sieur de Roman approuva cette donation avant de mourir vers 1200.
En 1222, Guillaume de Gouville, époux d'Émeline de Grandvilliers, réclamait l'église de Roman. Son second fils Eudes de Gouville eut en partage le quart du fief de Roman relevant de Chagny. À la fin de XIVe siècle, le quart du fief appartenait encore à la famille de Gouville.
Roman passa ensuite à la famille Le Baveux puis à la maison d'O qui le conserva pendant plusieurs siècles. Charles d'O était seigneur de Roman.
Par un arrêté préfectoral du 20 novembre 2018, la commune intègre avec Buis-sur-Damville et Grandvilliers la commune nouvelle de Mesnils-sur-Iton le 1er janvier 2019. De cette date au 1er juin 2022, Roman a été constituée commune déléguée jusqu'à la suppression de ce statut par délibération du conseil municipal.

## Politique et administration
| Période                                  | Période    | Identité        | Étiquette | Qualité  |
| ---------------------------------------- | ---------- | --------------- | --------- | -------- |
| Les données manquantes sont à compléter. |            |                 |           |          |
| 1995                                     | 2001       | Christian Petit |           |          |
| mars 2001                                | 2008       | René Le Cozanet |           |          |
| mars 2008                                | 31/12/2018 | Christian Dorge | SE        | Retraité |

## Démographie
L'évolution du nombre d'habitants est connue à travers les recensements de la population effectués dans la commune depuis 1793. Pour les communes de moins de 10 000 habitants, une enquête de recensement portant sur toute la population est réalisée tous les cinq ans, les populations de référence des années intermédiaires étant quant à elles estimées par interpolation ou extrapolation. Pour la commune, le premier recensement exhaustif entrant dans le cadre du nouveau dispositif a été réalisé en 2004.

En 2016, la commune comptait 287 habitants, en évolution de +2,5 % par rapport à 2010 (Eure : −0,25 %, France hors Mayotte : +2,11 %).
| 1793 | 1800 | 1806 | 1821 | 1831 | 1836 | 1841 | 1846 | 1851 |
| ---- | ---- | ---- | ---- | ---- | ---- | ---- | ---- | ---- |
| 264  | 255  | 262  | 267  | 230  | 240  | 281  | 432  | 391  |

| 1856 | 1861 | 1866 | 1872 | 1876 | 1881 | 1886 | 1891 | 1896 |
| ---- | ---- | ---- | ---- | ---- | ---- | ---- | ---- | ---- |
| 400  | 384  | 374  | 351  | 319  | 334  | 327  | 329  | 321  |

| 1901 | 1906 | 1911 | 1921 | 1926 | 1931 | 1936 | 1946 | 1954 |
| ---- | ---- | ---- | ---- | ---- | ---- | ---- | ---- | ---- |
| 324  | 285  | 272  | 237  | 283  | 251  | 251  | 215  | 248  |

| 1962 | 1968 | 1975 | 1982 | 1990 | 1999 | 2004 | 2006 | 2009 |
| ---- | ---- | ---- | ---- | ---- | ---- | ---- | ---- | ---- |
| 214  | 172  | 194  | 194  | 223  | 248  | 282  | 279  | 286  |

| 2014 | 2016 | - | - | - | - | - | - | - |
| ---- | ---- | - | - | - | - | - | - | - |
| 279  | 287  | - | - | - | - | - | - | - |

## Culture locale et patrimoine

### Lieux et monuments
- Église Saint-Mélain, du XVe siècle[8]. Elle ne fait l'objet que d'une restauration extérieure. L'église abrite notamment une sculpture de sainte Barbe, en pierre peinte, du XVIe siècle, classée monument historique au titre d'objet en 1908[9].
- Église Saint-Aignan (ancienne), du XIVe siècle, hameau de Blandey, désaffectée[10] depuis la fusion des deux communes en 1845. En 1990, le mobilier cultuel est transféré vers l'église Saint-Mélain[11]. Elle conserve cependant une verrière intitulée Vierge de Pitié avec donateur, classée monument historique au titre d'objet en 1936[12], ainsi qu'une dalle funéraire en pierre du XIIIe siècle, classée monument historique au titre d'objet en 1908[13].
- Parc éolien de Roman-Blandey mis en service en janvier 2011[14], composé de cinq éoliennes d'une puissance de 2 000 kW chacune.

### Personnalités liées à la commune
- Jean ou Jehan Hutin Le Baveux[15], confident de Charles V, lieutenant et chambellan[16] du duc de Bourgogne en 1369.
- François Cyprien Lieudé, baron de Sepmanville (1762-1817), contre-amiral, géographe, chevalier de la Légion d'honneur[réf. nécessaire], y est né le 2 février et est mort à Évreux, dont il fut le maire, le 28 juin 1817 à 54 ans.

### Héraldique
| Blason de Roman | Blason  | Parti: au 1er d'azur à la silhouette d'église d'argent mouvant des flancs, au clocher central au-dessus de la chapelle en saillie, surmontant un filet en forme d’onde creuse du même, à la champagne de gueules chargée de trois épis de blé rangés en fasce et alternant avec deux fleurs de colza, le tout d'or, au 2e de gueules au léopard lionné d'or. |
| Blason de Roman | Détails | Création de Jean-François Zapata. |